# Skærf (smoking)
Et skærf er et stykke klæde, der fungerer som en slags bælte; det kan bæres til smoking. Traditionelt bæres et skærf aldrig sammen med kjole og hvidt, selvom nogle musikere benytter et skærf i stedet for en vest i piqué-stof.
Britiske officerer bragte skærfet til England fra Indien. I Indien kaldes det et Kamarband; det blev anglificeret til Cummerbund. Det blev første gang brugt til festdragt i 1899, men først i 1920'erne blev det populært i den form, vi kender i dag.
Det traditionelle materiale er sort silke eller satin, men efterhånden er det populært i brogede farver.
Skærfet bæres så folderne vender opad, idet de oprindeligt blev brugt til operabilletter, da der ikke var lommer i gallabukser.
Visse steder i udlandet bruges skærfet i militæret i regimentets farver.